# 博伊德海峽
62°50′S 62°00′W / 62.833°S 62.000°W

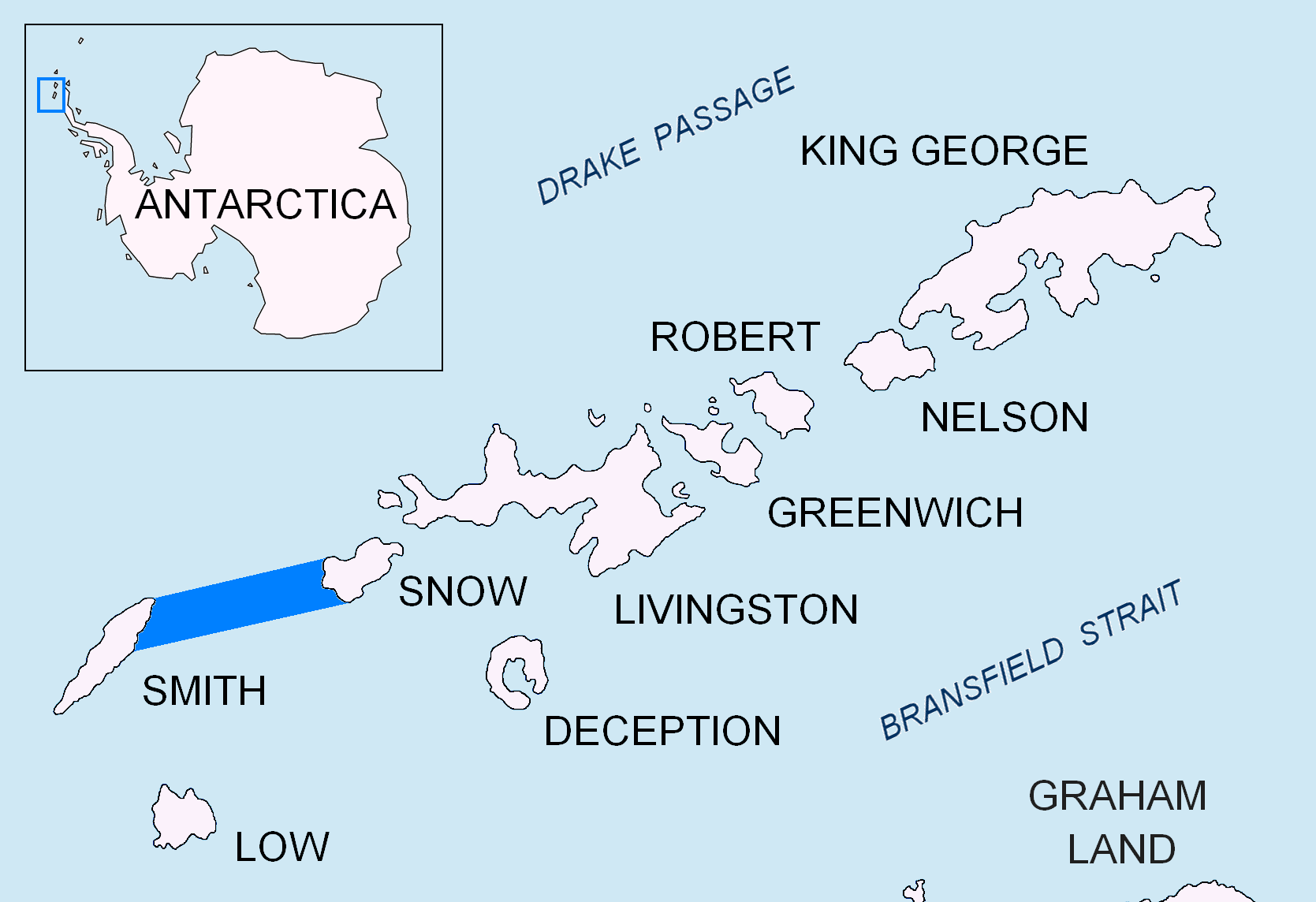

博伊德海峽是南極洲的海峽，位於南設得蘭群島，處於雪島和史密斯島之間，連接德雷克海峽和布蘭斯菲爾德海峽，寬40公里。

## 外部連結
- SCAR Composite Antarctic Gazetteer（页面存档备份，存于）.